# Trosgördel
Trosgördel är formande damunderkläder i form av korta underbyxor utan ben, med hög midja och vanligen utan strumpeband. De består av ett tjockare material än strumpbyxor och sitter stramt åt för att forma kvinnans stuss och platta till magen. Det finns modeller med fyllning vid höfterna och stussen för att få dessa områden att verka större. Trosgördeln blev populär på 1960-talet som ett alternativ till byxgördeln när modet med kort-kort kjol växte fram.